# Duan Jingli
Duan Jingli, född 8 mars 1989 i Luoyang, är en kinesisk roddare.
Jingli blev olympisk bronsmedaljör i singelsculler vid sommarspelen 2016 i Rio de Janeiro.